# 쓰이타테타누키
쓰이타테타누키（衝立狸）는, 도쿠시마현 미마군 와키 마을에 전해지는 도깨비 너구리 (狸, 타누키)이다.

## 개요
와키 마을에서 옆 마을인 신 마을로 향하는 도중에 있는 다카스라고 하는 적적한 장소에 나타난다고 한다. 사람이 밤길을 걷고 있으면, 커다란 칸막이(衝立, 쓰이타테)가 되어 길의 한가운데에 나타난다.그것을 본 대부분의 사람은 막혀있는 것에 놀라서 되돌아가지만, 배꼽 아래（배꼽）에 힘을 주어 아무 일 없듯이 돌진하면 그대로 지나가는 것이 가능하다고 한다. 요괴연구가 다다 가쓰미는 이것을, 길을 가는 사람을 못가게 막는 요괴, 누이카베의 일종이라고 여겨지고 있다.。
옛날에 많은 사람들이 이것을 무서워하여, 이 길을 밤에 지나가는 사람은 대부분 없어졌다. 그러던 중 어느 승려가 광명진언을 4만 8천번을 불러, 결정편암으로 된 높이 1장(약 3.3m)정도의 묘석을 세워 쓰이타테 너구리를 봉인하였고, 그 이후 괴이한 일은 없어졌다고 한다.
요괴 탐방가 무라카미 겐지가 현지조사에서 그 지역 사람들에게서 취재한 것에 의하면 쓰이타테타누키를 봉인하였다고 하는 묘비는 최근까지 다카스에 있었지만, 쇼와 40년대에 어떤 자에 의해 도난당하여, 현재는 존재하지 않는다고 한다.